# Irpa Irpa (Disperso)
Irpa Irpa (Disperso) ist eine Streusiedlung im Departamento Cochabamba im südamerikanischen Andenstaat Bolivien.

## Lage im Nahraum
Irpa Irpa (Disperso) liegt in der Provinz Capinota und ist die siebtgrößte Gemeinde im Cantón Capinota im Municipio Capinota. Das Zentrum der Ortschaft liegt auf einer Höhe von 2446 m wenige Kilometer nordwestlich der Mündung des Río Arque in den Río Rocha, beides Quellflüsse des bolivianischen Río Grande. Die Ortschaft liegt in unmittelbarer Nachbarschaft der Provinzhauptstadt Capinota.

## Geographie
Irpa Irpa (Disperso) liegt in der bolivianischen Cordillera Central im Übergangsbereich zum bolivianischen Tiefland. Die Region weist ein typisches Tageszeitenklima auf, bei dem die Temperaturschwankungen im Tagesverlauf deutlicher ausfallen als die mittleren Schwankungen im Jahresverlauf.
Die Jahresdurchschnittstemperatur der Region liegt bei etwa 20 °C (siehe Klimadiagramm Capinota) und schwankt nur unwesentlich zwischen 16 °C im Juni und Juli und gut 22 °C im November und Dezember. Der Jahresniederschlag beträgt etwa 550 mm und weist eine ausgeprägte Trockenzeit von April bis November mit Monatsniederschlägen von unter 10 mm, nur in der Feuchtezeit von Dezember bis März fallen bis zu 140 mm Monatsniederschlag.

## Verkehrsnetz
Irpa Irpa (Disperso) liegt in einer Entfernung von 70 Straßenkilometern südwestlich von Cochabamba, der Hauptstadt des Departamentos.
Von Cochabamba aus führt in westlicher Richtung die asphaltierte Nationalstraße Ruta 4, die bei Caracollo auf die Ruta 1 stößt, die den Altiplano von Norden nach Süden durchquert. Etwa 35 Kilometer südwestlich von Cochabamba zweigt bei Parotani eine unbefestigte Landstraße in südöstlicher Richtung ab und erreicht nach 30 Kilometern die Stadt Capinota. Irpa Irpa (Disperso) liegt nordwestlich der Bahnlinie angrenzend an Capinota.

## Bevölkerung
Die Einwohnerzahl der Ortschaft ist bei der Volkszählung 2012 mit 568 Einwohnern angegeben, Daten aus vorherigen Jahrzehnten liegen nicht vor:
| Jahr | Einwohner         | Quelle       |
| ---- | ----------------- | ------------ |
| 1992 | keine Detaildaten | Volkszählung |
| 2001 | keine Detaildaten | Volkszählung |
| 2012 | 568               | Volkszählung |
| 2024 |                   | Volkszählung |

Die Region weist einen hohen Anteil an Quechua-Bevölkerung auf, im Municipio Capinota sprechen 90,9 Prozent der Bevölkerung Quechua.